# دانشگاه شیلی
دانشگاه شیلی (به اسپانیایی: Universidad de Chile) یک دانشگاه ملی معتبر و دولتی است که در شهر سانتیاگو پایتخت شیلی قرار دارد. این دانشگاه در ۱۹ نوامبر ۱۸۴۲ تأسیس شد (قدیمی‌ترین دانشگاه این کشور) و در ۱۷ سپتامبر سال ۱۸۴۳ افتتاح گردید. این دانشگاه دارای تاریخچه غنی علمی و دانشگاهی می‌باشد. این دانشگاه در رده‌بندی جهانی جایگاه ششم در آمریکای جنوبی و جایگاه دویست و هشتم را در جهان داراست. دانشگاه پنج پردیس با مساحت بیش از ۳٫۱ کیلومتر مربع حاوی ساختمانهای تحقیقاتی، مراکز درمانی، موزه، تئاتر، رصدخانه و فضاهای ورزشی دارد. دانشگاه بیش از ۴۰۰۰۰ دانشجو دارد که در بیش از ۶۰ رشته تحصیلی مختلف کارشناسی، ۱۱۶ گرایش کارشناسی ارشد و ۳۸ گرایش دکترا مشغول به تحصیل هستند.
از دانش آموختگان معروف این دانشگاه می‌توان به پابلو نرودا و گابریلا میسترال برندگان جایزه نوبل ادبیات و بیست رئیس جمهور شیلی نام برد.

## اعتبار
کمیسیون ملی اعتباربخشی (به اسپانیایی: Comisión Nacional de Acreditación) که اعتبار موسسات آموزش عالی کشور شیلی را ارزیابی می‌کند، اعتبار دانشگاه شیلی را اخیراً به مدت ۷ سال تأیید کرده‌است.
دانشگاه در رتبه دوم کشوری پس از دانشگاه کاتولیکا شیلی و ۲۰۸ جهانی در لیست QS World University Rankings قرار دارد.